# Pek
Der Pek (kyrillische Schriftsetzung Пек) ist ein Fluss im Nordosten von Serbien.

## Geographie
Der Pek entspringt im Bezirk Bor bei der Stadt Majdanpek und fließt weiter in den Bezirk Braničevo. Sein Lauf liegt östlich der Mlava. Bei Veliko Gradište mündet der Pek in die Donau. Die Donau ist an der Mündung des Pek zum Djerdapsee am Eisernen Tor aufgestaut.

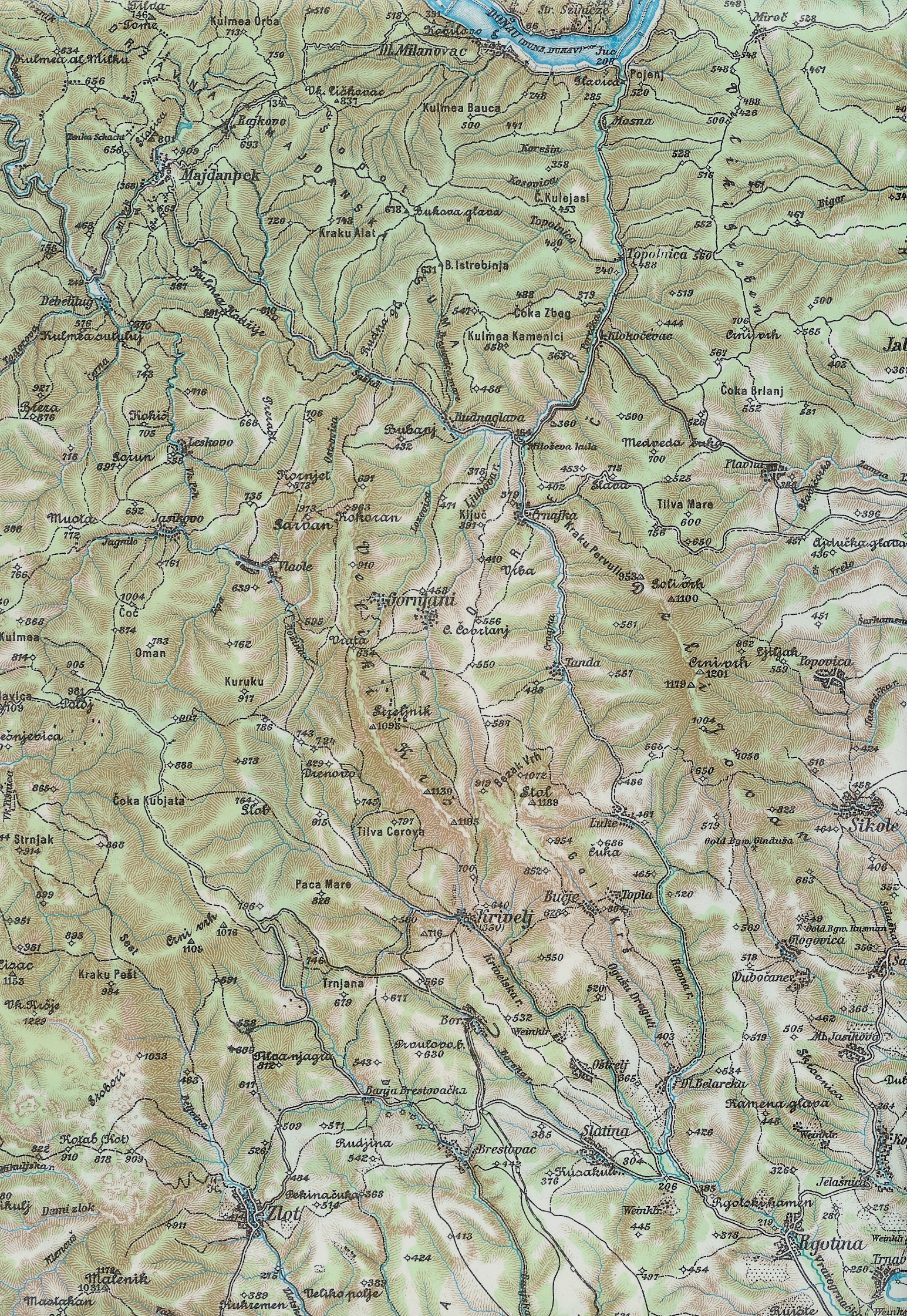
Das Quellgebiet des Pek bei Majdanpek ca. 1912.

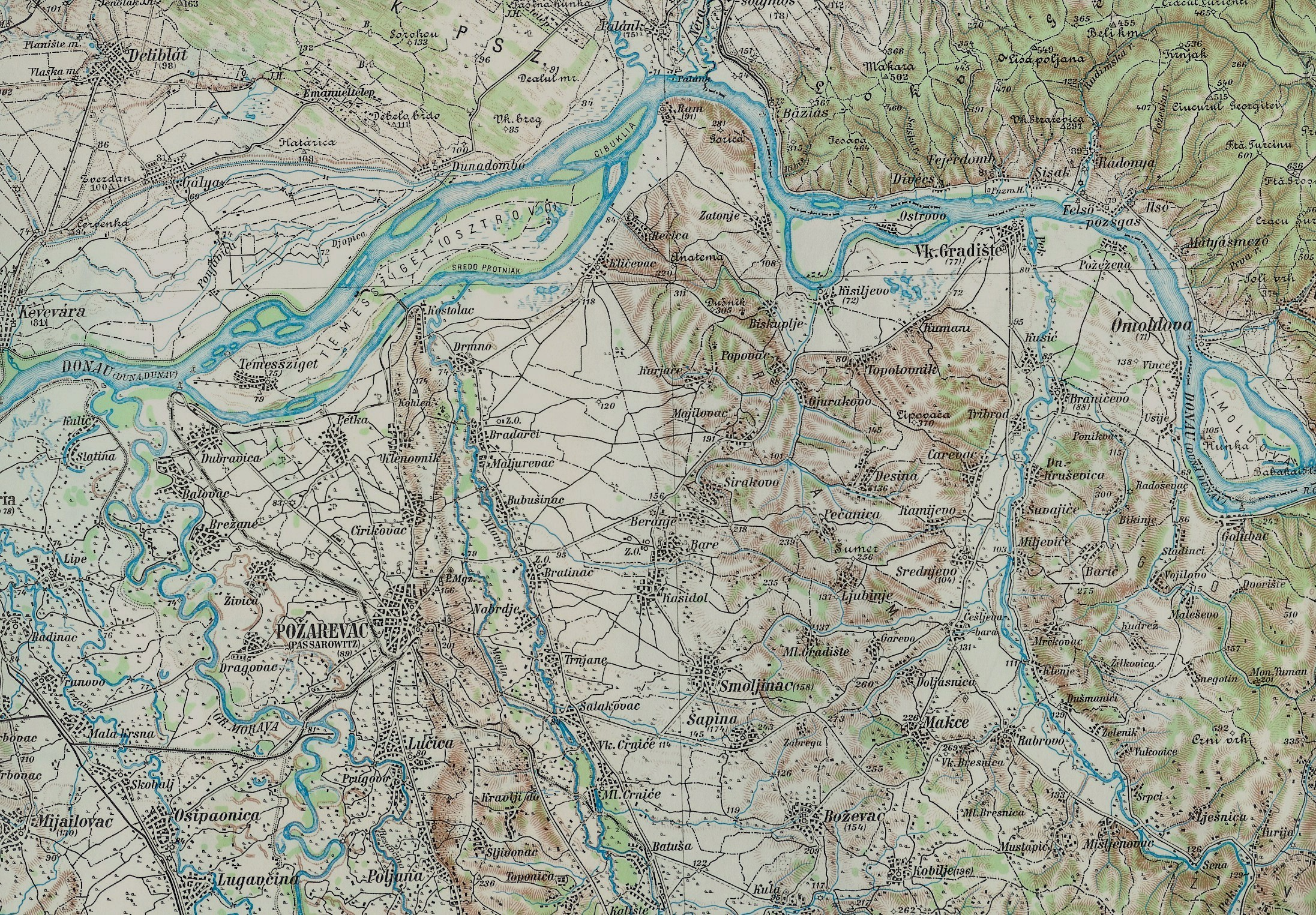
Der Pek mündet bei Vk. Gradište in die Donau.

Der Fluss ist ca. 60 km lang, zwischen Quelle und Mündung liegen etwa 300 Höhenmeter.
Der Lauf des Pek liegt weitgehend im Nationalpark Đerdap.

## Namen
Der Name Pek wird von griechisch pekos πέκος für „Fließ, Wolle“ abgeleitet: Schaffelle wurden früher zur Gewinnung von Gold in Flüssen verwendet (Goldblättchen verfingen sich leicht in den Haaren des Felles, siehe Goldenes Vlies).
Der lateinische Name in der Antike war Pingus oder Pincus.